# Anifilm (firma)
ANIFILM, spol. s r.o. je studio animovaného filmu. Ředitelem byl Milan Rychecký. V roce 1992 se společnost jmenovala PROart.

## Filmografie
- 1992–1993 – V chalúpke a za chalúpkou
- 1994 – Koulelo se jablíčko
- 1995 – Halali seriál
- 1996 – Běla a malý čaroděj
- 1998 – Toronto Tom
- 1999 – Štuclinka a Zachumlánek
- 1999 – Bubáci a hastrmani
- 2003–2005 – Do pohádky
- 2006–2008 – Doktor Animo